# Ireneo Aleandri
Ireneo Aleandri (geboren am 8. April 1795 in San Severino Marche, Marken; gestorben am 6. März 1885 in Macerata) war ein italienischer Ingenieur, Baumeister und Architekt, der überwiegend in den Marken und in Umbrien arbeitete.

## Wirken
Aleandri war der Sohn von Luigi Aleandri und dessen Frau Vittoria (geborene Mazza). Er absolvierte ein Ingenieurstudium an der Accademia di San Luca in Rom und war dort Schüler von Giuseppe Camporese und Raffaele Stern. 1819 kehrte er in seine Geburtsstadt zurück und übernahm dort das Amt des Stadtingenieurs. Als Baumeister wurde er im November 1823 mit der Errichtung des Freilufttheater Sferisterio in Macerata beauftragt. Das Projekt wurde 1829 abgeschlossen. Im Jahr 1826 beauftragte Jérôme Bonaparte, ein Bruder Napoleons und abgedankter König von Westfalen, Aleandri mit der Errichtung seiner Villa in Porto San Giorgio, Provinz Fermo. 1833 wechselte er als Stadtingenieur und nach Spoleto in der Provinz Perugia und war dort auch für den Kirchenstaat tätig. Hier entwarf und baute er Wasserleitungen, Straßen, Eisenbahnen sowie das Viadukt von Ariccia (1846–1853). Er war auch als Architekt für den Bischof von Osimo, Kardinal Giovanni Antonio Benvenuti (1765–1838), tätig. Ab 1857 lebte er in Macerata.

## Werke (Auswahl)
Bauten in San Severino Marche
- 1819: Porta Romana
- 1822: Palazzo Margarucci
- 1828: Kirche San Paolo
- 1830–1834: Kirche San Michele
- 1831: Uhrturm auf der Piazza
- 1842: Kirche Santa Maria delle Grazie
- 1859: Friedhof

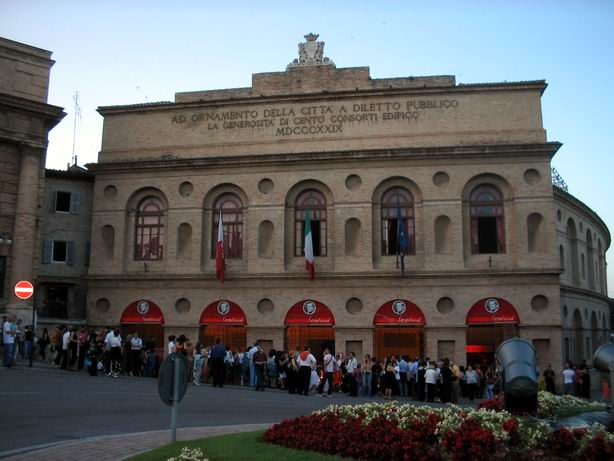
Fassade des Sferisterio in Macerata
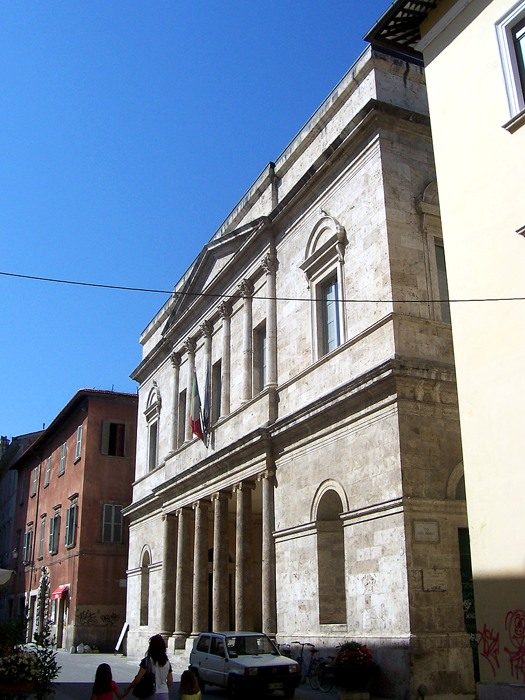
Teatro Ventidio Basso, Ascoli Piceno
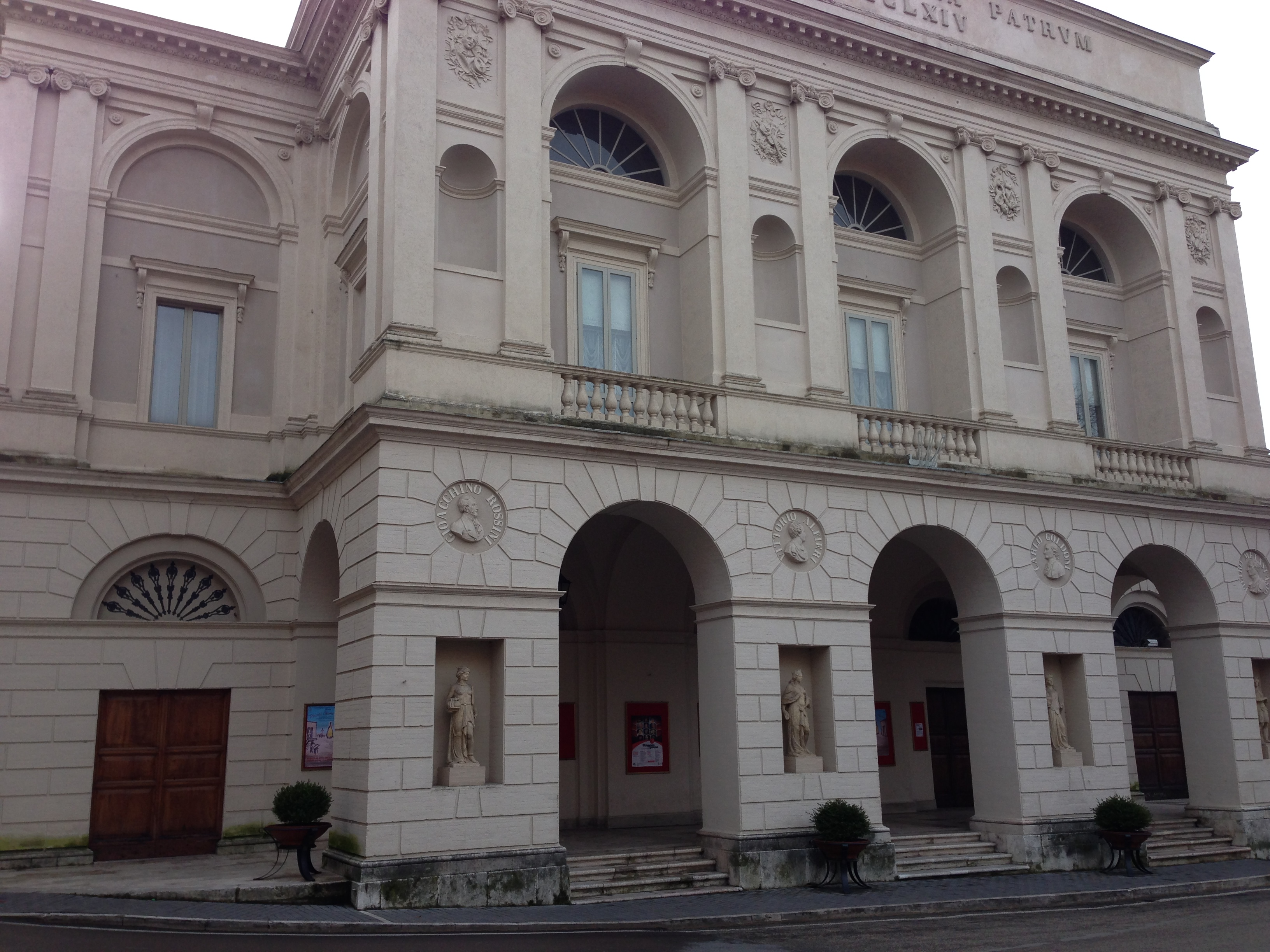
Teatro Nuovo in Spoleto

Theaterbauten
- 1823: Teatro Veronia in San Severino Marche
- 1823–1829: Freilufttheater Sferisterio in Macerata
- 1841–1846: Teatro Ventidio Basso in Ascoli Piceno
- 1854–1864: Teatro Nuovo in Spoleto
- 1862–1865: Theater in Treia
- 1869–1873: Theater in Montelupone
- 1872: Teatro Cicconi in Sant’Elpidio a Mare
- 1873: Theater in Pollenza

Weitere Bauten

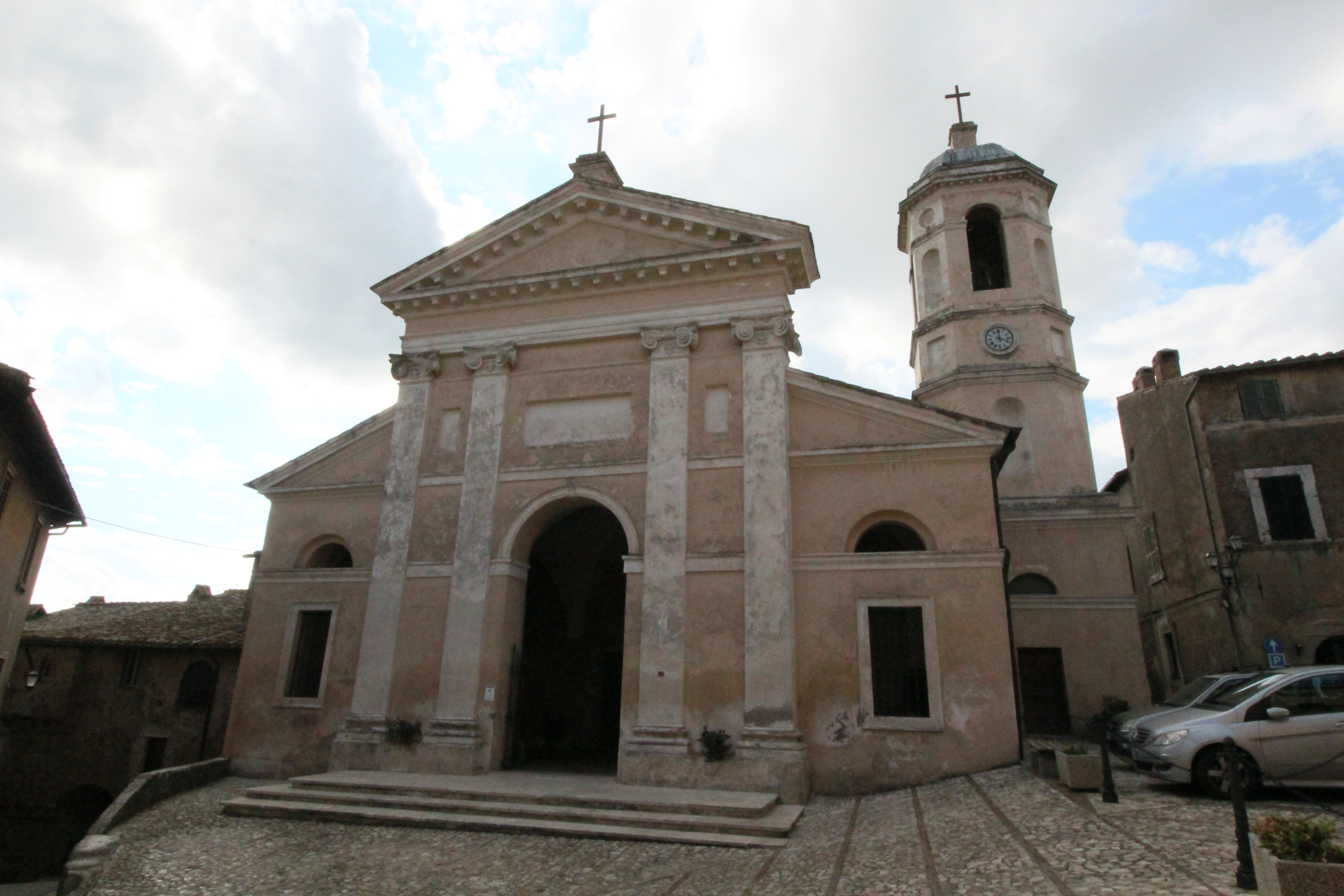
Collegiata di Santa Maria in Otricoli, Glockenturm und Fassade

- 1826–1829: Villa Bonaparte (oder Caterina) in Porto San Giorgio
- 1836: Cimitero monumentale in Spoleto
- 1840: Glockenturm und neue Fassade der Collegiata di Santa Maria Assunta in Otricoli
- 1850: Fassade des Rathauses in Foligno